# Каблуково (село, Тверська область)
Каблуково (рос. Каблуково) — село в Калінінському районі Тверської області Російської Федерації.
Населення становить 223 особи. Входить до складу муніципального утворення Каблуковське сільське поселення.

## Історія
Від 2005 року входить до складу муніципального утворення Каблуковське сільське поселення.

## Населення
| 1859 | 1886 | 1919 | 1997 | 2002 | 2010 |
| ---- | ---- | ---- | ---- | ---- | ---- |
| 629  | ↗692 | ↗709 | ↘242 | ↘238 | ↘223 |